# Carex chiovendae
Espèce
Classification phylogénétique
Carex chiovendae est une espèce des plantes du genre Carex et de la famille des Cyperaceae.